# 東雲 (吹雪型駆逐艦)
東雲（しののめ）は、日本海軍の吹雪型駆逐艦6番艦
佐世保海軍工廠で建造。
当初の艦名は第40号駆逐艦で、竣工直後の1928年（昭和3年）8月1日付で「東雲」と改名された。
日本海軍の艦名では東雲型駆逐艦の「東雲」に続いて2隻目である。吹雪型5-8番艦は艦名に「雲」を持つため雲級とも呼ばれた。
第三水雷戦隊麾下の第12駆逐隊に所属し、太平洋戦争緒戦の南方作戦にともなうマレー作戦に従事する。開戦からわずか9日後の1941年（昭和16年）12月17日にボルネオ島北方ミリ沖で、オランダ軍の空襲により沈没した。
吹雪型駆逐艦としては太平洋戦争で初の戦没艦となった。

## 艦歴

### 太平洋戦争開戦まで
1926年（大正15年）6月25日、 佐世保海軍工廠で建造予定の一等駆逐艦に第40号駆逐艦の艦名が与えられる。8月12日、佐世保海軍工廠で起工。
1927年（昭和2年）11月26日に進水。
1928年（昭和3年）7月25日に竣工した。同年8月1日、第40号駆逐艦は「東雲」と改名された。同年8月1日付で、吹雪型3隻（東雲、薄雲、白雲）により第12駆逐隊が編制された。12月10日付の艦隊編成で、第12駆逐隊は第二艦隊・第二水雷戦隊に編入された。
1929年（昭和4年）5月10日、姉妹艦叢雲が竣工して第12駆逐隊に加わった。1931年（昭和6年）5月10日から呉海軍工廠で入渠し、改修工事を行った。12月1日、 日本海軍は吹雪型3隻（東雲、吹雪、磯波）により第20駆逐隊を編制した。
1933年（昭和8年）2月1日から11月15日の間は、東雲と薄雲の駆逐隊編制を交換し、第12駆逐隊（東雲、叢雲、白雲）となった。12月1日、第20駆逐隊は呉警備戦隊の所属となった。
1936年（昭和11年）12月1日に第20駆逐隊は解隊された。同駆逐隊に所属していた東雲は第12駆逐隊に編入され、12駆は定数4隻（叢雲、東雲、薄雲、白雲）となった。
同年から1937年（昭和12年）4月にかけて、第12駆逐隊は呉警備戦隊に所属した。12月1日、第12駆逐隊は第二水雷戦隊に編入された。
1938年（昭和13年）末の艦隊再編で、第12駆逐隊は空母龍驤および空母蒼龍と第二航空戦隊を編制した。 1939年（昭和14年）11月15日、第12駆逐隊は第二航空戦隊から外れた。
1940年（昭和15年）5月1日、第一艦隊隷下に第三水雷戦隊が新編された。新編時の三水戦は、軽巡洋艦「川内」、第12駆逐隊（東雲、白雲、叢雲、薄雲）、第20駆逐隊（天霧、朝霧、夕霧）であった。第三水雷戦隊は第二遣支艦隊に編入されて日中戦争に加わり、華南での沿岸作戦、北部仏印進駐作戦などに参加した。同年8月15日、僚艦薄雲が中国大陸沿岸で触雷し、長期修理のため第12駆逐隊から外れた。11月15日の艦隊再編により、第三水雷戦隊に第11駆逐隊と第19駆逐隊が編入された。
1941年（昭和16年）4月下旬以降、第三水雷戦隊は内海西部で訓練を行った。6月5日、三水戦は伊勢湾に入港、各艦乗組員は伊勢神宮に参拝した。8月中旬、第12駆逐隊3隻は佐世保海軍工廠で入渠整備を行った。9月12日に次年度編制が内示され、叢雲と東雲が第12駆逐隊として空母蒼龍、空母飛龍と第二航空戦隊を編制する予定だったが、実現しなかった。

### マレー作戦
太平洋戦争直前の第三水雷戦隊は、マレー半島や東南アジア方面を担当する馬來部隊に所属していた（馬來部隊の編成は南遣艦隊を参照）。
1941年（昭和16年）11月20日、第三水雷戦隊は呉を出港し、11月26日に馬來部隊の集結港である海南島の三亜港に到着した。マレー半島攻略を担当する第25軍の輸送船団も三亜に集結を完了した。東雲と叢雲は三亜港の湾外哨戒任務に従事した。
12月4日、南遣艦隊主力と陸軍第25軍（第25軍司令官山下奉文中将、第25軍作戦主任参謀辻政信中佐）などを乗せた竜城丸以下日本軍輸送船団は三亜を出撃、マレー半島に向かった。第三水雷戦隊と第1掃海隊（掃海艇6隻）、第11駆潜隊（駆潜艇3隻）は第一次上陸部隊の第一護衛隊となり、第三水雷戦隊司令官橋本信太郎少将が部隊を指揮した。
12月7日午前10時30分、輸送船団と護衛艦隊は洋上で分散した。第12駆逐隊（司令小川延喜中佐）と第20駆逐隊（司令山田雄二大佐）、掃海艇4隻、第8号駆潜艇、敷設艦初鷹などがマレー半島北部へ、小沢長官直率の重巡洋艦および川内と第19駆逐隊などが侘美支隊の輸送船3隻を護衛し、コタバルに向かった。午後10時頃、東雲など第12駆逐隊と安藤支隊（歩兵第42連隊）を乗せた輸送船6隻はパタニとターペ方面に向かい、シンゴラに向かう山下中将および第5師団主力部隊らの輸送船団と分離した。
12月8日午前0時35分、東雲と輸送船2隻（阿蘇山丸、鬼怒川丸）がターペに向かい、安藤常雄大佐直率のパタニ湾上陸船団と分離した。午前3時、ターペ・パタニの両部隊が上陸を始め、大きな抵抗はなく上陸に成功した。
12月8日午前1時30分に上陸が始まったコタバルは、守備隊の激しい抵抗に遭った。朝までに第1陣の上陸に成功したが、空襲で「淡路山丸」が炎上して放棄され、「佐倉丸」や「綾戸丸」にも爆弾が命中して損傷する、上陸船団はいったん揚陸を中止して退避した。東雲などマレー半島北部に展開した駆逐隊は、合流のためコタバル方面へ移動した。12月9日午前1時30分に護衛隊が集結し、再上陸を決行して成功した。
12月9日午前11時25分、橋本はボルネオ島攻略作戦に派遣する予定の駆逐艦4隻（白雲、叢雲、東雲、朝霧）にカムラン湾への帰投を命じた。同日夕刻、南遣艦隊旗艦の重巡鳥海から イギリス東洋艦隊出現の連絡があり、橋本は第三水雷戦隊の再合流を命じた。イギリス東洋艦隊出現時、南方部隊本隊、馬来部隊主力部隊、馬来部隊水雷戦隊は各方面作戦のため広範囲に分散していたのである。
午後11時、東雲など4隻は川内と合流した。
12月10日午前1時30分に第三水雷戦隊は集結し、主力部隊との合流を目指した。午前5時35分、馬來部隊指揮官は第三水雷戦隊にプロコンドル島での燃料補給を命じ、第三水雷戦隊は午前8時に同島に向けて北上を始めた。東洋艦隊がシンガポール方面に反転したため、午前8時15分、南方部隊総指揮官が水上部隊の追撃を断念することを伝えた。

### 沈没
開戦劈頭に行われたマレー半島への先制作戦は、海上作戦・陸上作戦とも成功した。また12月10日のマレー沖海戦における勝利は、日本軍の南方作戦に大きな弾みとなった。
12月11日、南遣艦隊はカムラン湾に集結し、第二次マレー上陸作戦とボルネオ島攻略作戦を発動した。第二次マレー上陸作戦と、ボルネオ攻略作戦は、並行して行われることになった。日本軍は、川口清健陸軍少将が率いる川口支隊、海軍陸戦隊（指揮官：横須賀第二特別陸戦隊司令友成潔中佐）と第四設営班により「英領ボルネオ島攻略部隊」を編成した。
また第12駆逐隊（叢雲、白雲、東雲）と第7号駆潜艇で第二護衛隊（指揮官：第12駆逐隊司令）を編成し、ボルネオ攻略部隊の護衛と上陸支援を命じた。このほか第七戦隊第1小隊（重巡熊野 、重巡鈴谷）、駆逐艦吹雪と狭霧、長良型軽巡洋艦由良、特設水上機母艦神川丸などがボルネオ上陸作戦に投入された。
12月13日朝、ボルネオ島攻略部隊（第12駆逐隊、駆潜艇、由良、神川丸、輸送船10隻）と第二次マレー上陸部隊はカムラン湾を出撃した。第二次マレー上陸部隊と分離し、ボルネオ島攻略部隊は護衛隊本隊（指揮官栗田少将：熊野、鈴谷、吹雪、狭霧）と共にボルネオ島に向けて進撃した。
12月15日深夜から16日未明にかけて、攻略部隊はボルネオ北部のミリに到着した。護衛艦艇はミリ泊地に白雲と第7号駆潜艇、輸送船3隻、ルトン沖に叢雲と輸送船6隻、セリア冲に東雲と輸送船日吉丸が展開し、物資・人員の揚陸を行った。川口支隊の上陸作戦は成功し、油田施設も占領した。神川丸の搭載機が周辺の哨戒をおこなった。
12月17日朝以降、ミリ攻略部隊はたび重なる空襲を受けた。これはボルネオ島南部の連合国軍基地から飛来したオランダ空軍（王立オランダ領東インド航空隊）のグレン・マーチン爆撃機や、オランダ王立海軍航空隊のDo24飛行艇であった。神川丸の零式観測機が邀撃し、この日は飛行艇1機を撃墜した。
同17日午前8時頃、セリア沖の東雲は第7号駆潜艇と任務を交代し、8時15分にルトンに単独で向かった後、消息を絶った。午前9時頃、「飛行艇と交戦中」という発信者不明の電信を、叢雲が受信した。
同じ頃、日本軍船団や白雲がバラム灯台付近で火災と白煙が立つのを目撃した。
オランダ軍の記録では、ドルニエ飛行艇（GVT-2所属、X32号艇、バスティアン・シャープ指揮官）が付近の海域で駆逐艦を爆撃し、3発の命中弾と至近弾1発を与えたと報告した。
第12駆逐隊司令の下令により第7号駆潜艇が午前11時と午後0時15分に周辺海域の調査を行ったが、何も発見できなかった。午後に神川丸の水上偵察機や叢雲が捜索し、バラム灯台北15キロの地点で沢庵樽や重油を発見したため、第二護衛隊は「東雲の遭難は確実」と報告した。
笹川博艦長を含め、乗員228名が戦死した
。
沈没原因は空襲が有力だが、機雷に触れたとする異説もある。 
1942年（昭和17年）1月15日、東雲は除籍された。3月10日に第12駆逐隊は解隊され、残存艦の叢雲は第11駆逐隊に、白雲は第20駆逐隊に、それぞれ編入された。

## 歴代艦長
※脚注なき限り『艦長たちの軍艦史』268-270頁による。

### 艤装員長
1. 久我徳一 中佐：1928年2月15日[144] - 1928年6月15日[145]

### 駆逐艦長
1. 久我徳一 中佐：1928年6月15日[145] - 1929年11月30日[146]
2. 境澄信 中佐：1929年11月30日[146] - 1930年12月1日[147]
3. 山本正夫 中佐：1930年12月1日[147] - 1932年12月1日[148]
4. 武田喜代吾 中佐：1932年12月1日[148] - 1933年1月25日[149]
5. 柴田力 中佐：1933年1月25日[149] - 1933年11月15日[150]
6. 西岡茂泰 中佐：1933年11月15日[150] - 1934年11月15日[151]
7. 佐藤寅治郎 中佐：1934年11月15日[151] - 1936年11月2日[152]
8. （兼）吉村真武 中佐：1936年11月2日[152] - 1936年12月1日[153]
9. 山代勝守 少佐：1936年12月1日[153] - 1937年7月1日[154]
10. （兼）北村昌幸 中佐：1937年7月1日[154] - 1937年8月16日[155]
11. （兼）山本皓 少佐：1937年8月16日[155] - 1937年11月15日[156]
12. 香川清登 中佐：1937年11月15日[156] - 1938年12月15日[157]
13. 金岡国三 中佐：1938年12月15日[157] - 1939年12月1日[158]
14. 古閑孫太郎 中佐：1939年12月1日[158] - 1940年10月15日[159]
15. 笹川博少佐/中佐：1940年10月15日[159] - 1941年12月17日戦死（同日付で海軍大佐に昇進）[160]